# Ostwald
Ostwald ist eine französische Gemeinde im Département Bas-Rhin in der Region Grand Est (bis 2015 Elsass). Sie gehört zum Arrondissement Strasbourg und hat 13.310 Einwohner (1. Januar 2021).

## Geografie
Die Gemeinde Ostwald liegt am linken Ufer der unteren Ill und grenzt im Nordosten an die Stadt Straßburg. Die bebaute Fläche in Ostwald geht im Nordosten nahtlos in das Gebiet Straßburgs und im Süden in das Gebiet der Gemeinde Illkirch-Graffenstaden über. Weitere Nachbargemeinden sind Lingolsheim im Nordwesten und Geispolsheim im Südwesten. Im Gemeindegebiet Ostwalds befinden sich mehrere Seen (Étang Gerig, Étang Bohrie) sowie zwei kleinere Waldgebiete (Neiderwald, Nachtweid). Der Osten des Gemeindeareals wird landwirtschaftlich genutzt.

## Geschichte
Bis 1789 hieß der Ort Wickersheim und Illwickersheim.

### Bevölkerungsentwicklung
| Jahr      | 1962 | 1968 | 1975 | 1982 | 1990   | 1999   | 2007   | 2018   |
| Einwohner | 4810 | 5717 | 8688 | 9876 | 10.197 | 10.761 | 10.761 | 12.586 |

## Sehenswürdigkeiten

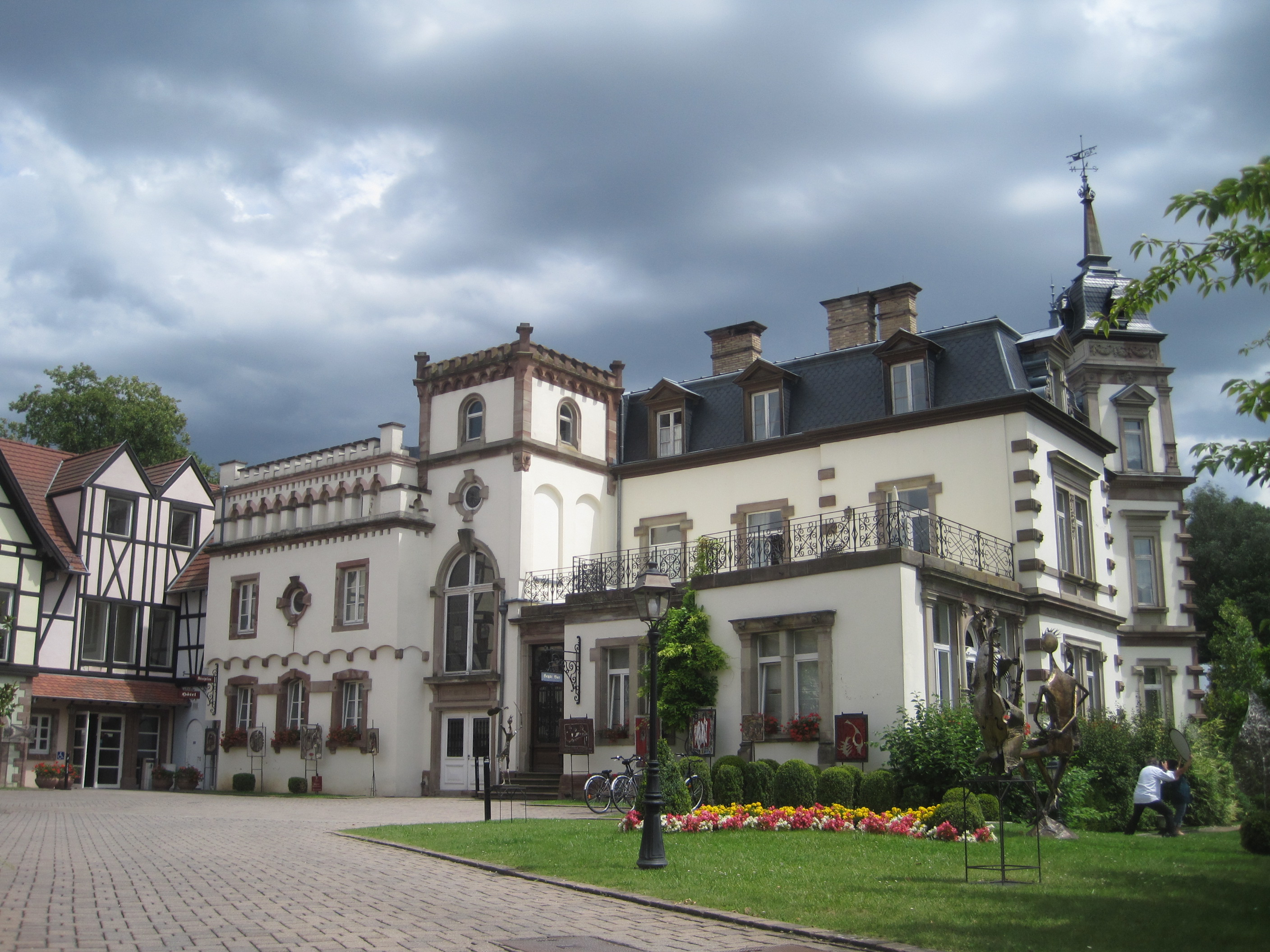
Château de l’Île

Die gotische St.-Oswald-Kapelle (Chapelle Saint-Oswald), die heute als Friedhofskapelle dient, war ursprünglich der Chor einer inzwischen abgerissenen Kirche. Das Innere weist sehenswerte Glasfenster aus der zweiten Hälfte des 13. Jahrhunderts auf.
Das ehemalige Schloss Château de l’Île dient seit 1994 als Luxushotel. Von der 1891 im Neorenaissancestil errichteten Anlage (unter Verwendung von Elementen eines Vorgängerbaus aus dem 17. Jahrhundert) sind noch mehrere Gebäudeteile erhalten. Die Geschichte des Ostwalder Schlosses geht zurück bis ins Jahr 1226 und der Errichtung eines ersten Baus an dieser Stelle.
Im alten Stadtkern von Ostwald befinden sich noch mehrere Fachwerkhäuser aus dem 17., 18. und 19. Jahrhundert.

## Verkehrsanbindung
Ostwald liegt an der Linie B des Straßburger Straßenbahnnetzes. Die Autoroute A35 (Straßburg-Basel) führt durch den Süden der Gemeinde Ostwald, in deren Areal die Raststätte Aire de Nachtweid liegt. Der Flughafen Straßburg ist fünf Kilometer von Ostwald entfernt.